# 阿尔努河畔圣叙尔皮斯
阿尔努河畔圣叙尔皮斯（法語：Saint-Sulpice-d'Arnoult，法語發音：[sɛ̃ sylpis daʁnu]）是法国滨海夏朗德省的一个市镇，属于桑特区。

## 地理
阿尔努河畔圣叙尔皮斯（45°48'17"N, 0°50'55"W）面积16.12 平方千米，位于法国新阿基坦大区滨海夏朗德省，该省份为法国西部滨海省份，北起旺代省，西临大西洋，南至吉倫特省，东南接多爾多涅省，东北接德塞夫勒省接壤，东临夏朗德省。
与阿尔努河畔圣叙尔皮斯接壤的市镇（或旧市镇、城区）包括：巴朗扎克、伯尔莱、科尔姆鲁瓦亚勒、莱塞萨尔、阿尔努河畔蓬拉贝、罗姆古、圣热姆、圣波谢尔、苏利尼奥讷。

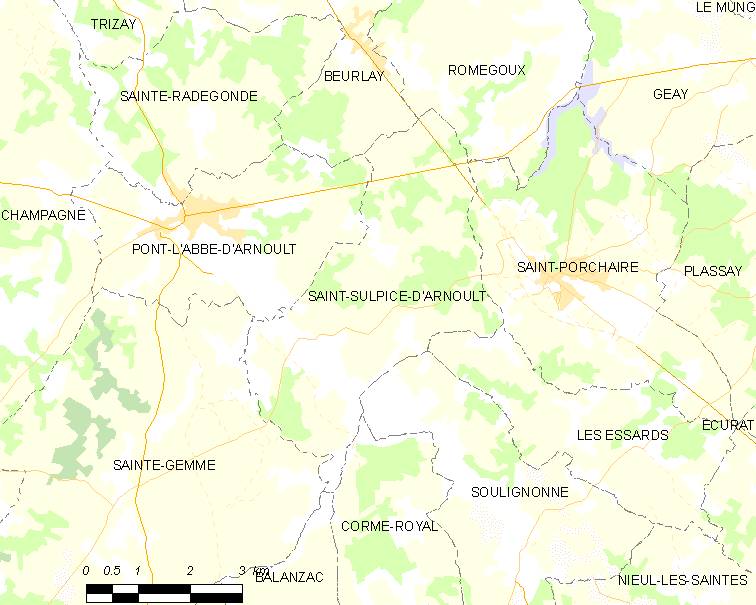
阿尔努河畔圣叙尔皮斯的OSM定位图

阿尔努河畔圣叙尔皮斯的时区为UTC+01:00、UTC+02:00（夏令时）。

## 行政
阿尔努河畔圣叙尔皮斯的邮政编码为17250，INSEE市镇编码为17408。

## 政治
阿尔努河畔圣叙尔皮斯所属的省级选区为圣波谢尔县。

## 人口

1962-2008年间阿尔努河畔圣叙尔皮斯人口变化图示

阿尔努河畔圣叙尔皮斯于2022年1月1日时的人口数量为919人。